# Голованівка (Курська область)
Голованівка (рос. Головановка) — присілок в Черемисиновському районі Курської області Російської Федерації.
Населення становить 14 осіб. Входить до складу муніципального утворення Русановська сільрада.

## Історія
Населений пункт розташований на території українського етнічного та культурного краю Східна Слобожанщина.
Від 2004 року входить до складу муніципального утворення Русановська сільрада.

## Населення
| 2002 | 2010 |
| ---- | ---- |
| 23   | ↘14  |